# Tom ne manque pas d'estomac
Pour plus de détails, voir Fiche technique et Distribution.
Tom ne manque pas d'estomac (Posse Cat) est le 81e court métrage d'animation de la série américaine Tom et Jerry réalisé par William Hanna et Joseph Barbera et sorti le 1er mars 1954 aux États-Unis.